# Lubliner Land

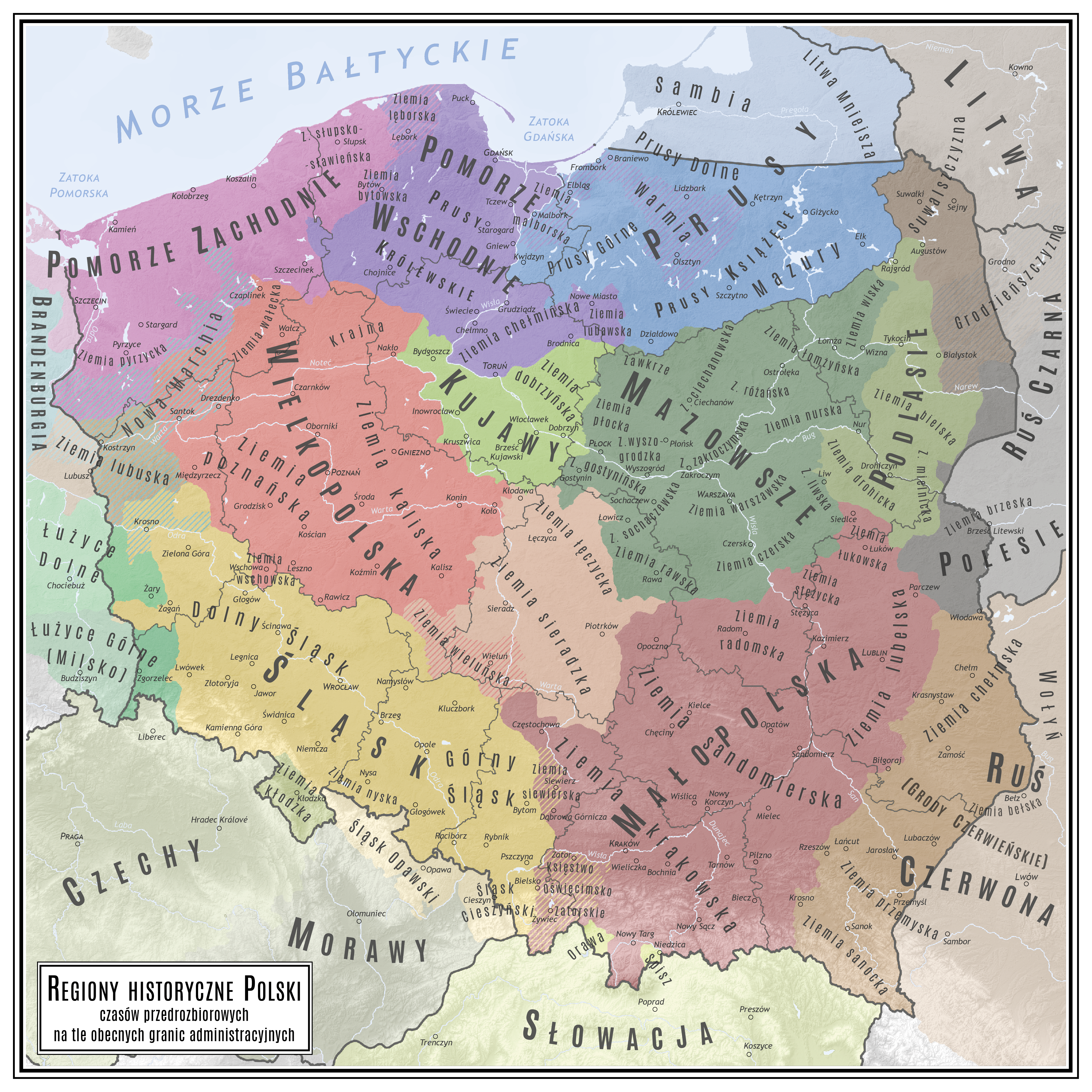
Lubliner Land im Osten Polens

Das Lubliner Land (polnisch: Ziemia lubelska, lateinisch: Terra Lublinensis) ist eine polnische Landschaft in Ostpolen an der mittleren Wieprz. Es schließt südlich das das Land Łuków und das Brester Land an und umfasst etwa den westlichen Teil der Woiwodschaft Lublin. Westlich liegt das Land Stężyca und das Radomer Land, südlich das Sandomirer Land. Im Osten grenzt es an das Chełmer Land. Der Name leitet sich von der Stadt Lublin ab. Größere Städte sind Parczew und Biłgoraj.

## Geschichte
Das Land Kalisz ist Teil vom historischen Kleinpolen. Es wurde von Kastellanen verwaltet, die seit 1230 urkundlich bezeugt sind. Im 13. und 14. Jahrhundert wurde es von Tataren, Litauern, Pruzzen und Jatwingern geplündert, wobei der Mongoleneinfall von 1241 der verheerendste war. Im 14. Jahrhundert kam das Lubliner Land an die Woiwodschaft Sandomir. 1474 wurde es aus dieser ausgegliedert und zur neuen Woiwodschaft Lublin mit dem Land Łuków vereint. Heute ist die Region Teil der neuen Woiwodschaft Lublin.